# تسامح الانكماش
نظرُا لما للمعادن من خواص و صفات التمدد والانكماش مع تغيير الحرارة فإن مقاسات المسبوكات تختلف عند درجات الحرارة المختلفة لذلك فإن تسامح الانكماش الغرض منه هو تعويض تأثير انكماش المعدن المتوقع حدوثه عند التجمد والتبريد لدرجة حرارة الجو, والانكماش الكلي يحدث حجميًا في الأبعاد الثلاثة و ينشأ من تغيرين في الأبعاد, الأول التقلص الناشئ من التحول من حالة المنصهر إلي المتجمد و الثاني الانكماش الحراري من التبريد إلي درجة حرارة الجو.

## تعريف التسامح
التسامح في أبعاد النموذج هو مقدار الزيادة في أبعاد المصبوب لمقابلة الانكماش الكلي, ويتوقف مقدار الانكماش الكلي أو التقلص علي نوع المعدن و خواص تقلصه و انكماشه الحراري و هذا ليس له علاقة بالانكماش بل إن هذا تصلد ناشئ عن تغيير البنية المجهرية بارتفاع سرعة التبريد.

## قيم تسامح الانكماش في بعض المعادن
الحديد: 120/1 مم

حديد الزهر:96/1 إلي 120/1 مم 

الصلب: 64/1 إلي 48/1 مم

النحاس الأصفر والبرونز: 64/1 مم

الألومنيوم:64/1 إلي 48/1 مم

سبائك الألومنيوم:77/1 مم